# Endokrynologia, Otyłość i Zaburzenia Przemiany Materii
Endokrynologia, Otyłość i Zaburzenia Przemiany Materii – oficjalny kwartalnik Polskiego Towarzystwa Badań nad Otyłością wydawany przez Wydawnictwo Via Medica. Redaktorem naczelnym jest prof. Marek Bolanowski. Zastępcami redaktora naczelnego jest prof. Ewa Małecka-Tendera.
W skład rady naukowej wchodzą samodzielni pracownicy naukowi z tytułem profesora lub doktora z Polski oraz z zagranicy. Artykuły ukazują się w języku polskim (drukowane są także abstrakty w języku angielskim). 

## Stałe działy
- prace oryginalne
- prace poglądowe

## Indeksacja
- Index Copernicus (IC)

Współczynniki cytowań:
- Index Copernicus (2009): 4,84[1]

Na liście czasopism punktowanych przez polskie Ministerstwo Nauki znajduje się w części B z sześcioma punktami.